# Tori Busshi

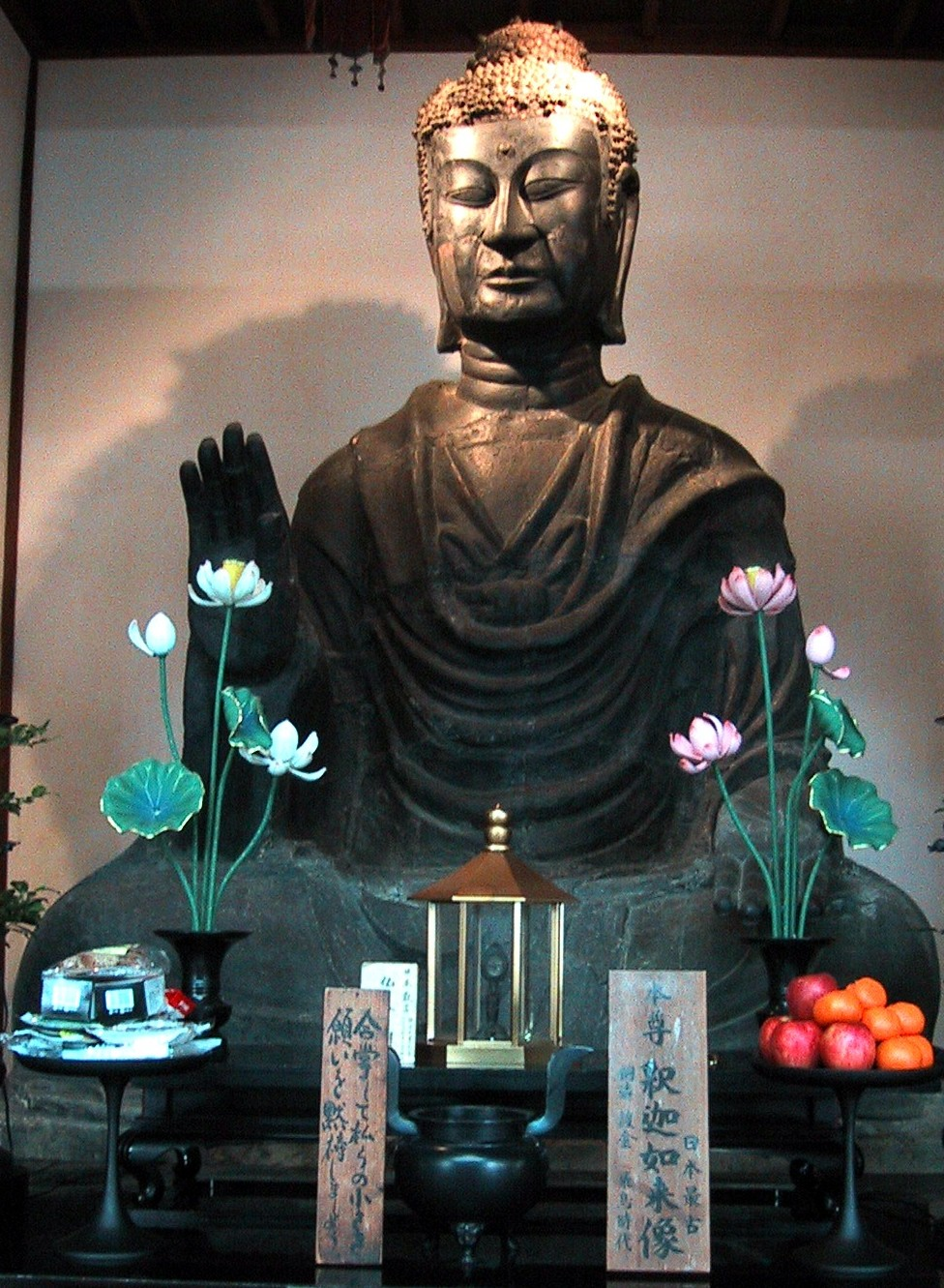
Daibutsu Sidarta Gautama em Asuka-dera, 606. Esta é a escultura mais antiga conhecida de Buda no Japão.

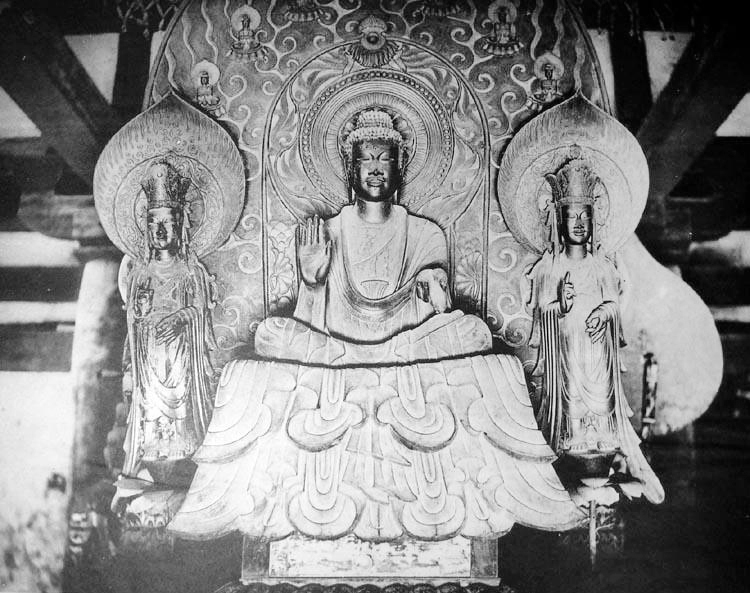
Tríade Shakyamuni em Hōryūji, 623.

Tori Busshi (em japonês: 止利仏師; トリ・ブッシ; lit. Tori escultor budista), foi um escultor japonês ativo no final do século VI e início do século VII (Período Asuka). Ele era do clã Kuratsukuri (鞍作, "fabricantes de selas"), por isso era também conhecido como como Kuratsukuri Tori ou Kuratsukuri no Tori (lit. Tori, o seleiro), e seu título completo era Shiba no Kuratsukuri-be no Obito Tori Busshi (司馬鞍作部首止利仏師); Busshi é um título que significa "o criador de imagens budistas". No início do século VII Tori Busshi havia se tornado o escultor favorito de Soga no Umako e do príncipe Shōtoku. Esses clientes de alto escalão indicam que Tori era altamente estimado como artista e não apenas um artesão anônimo. Muitas esculturas do período Asuka existentes em bronze dourado são creditadas a Tori e seu ateliê. A obra do artista simboliza a escultura japonesa da época, com suas figuras geométricas sólidas em poses características voltadas para a frente.

## Vida e obras
O avô de Tori era Shiba Tatto, que emigrou para o Japão do continente asiático em 522. Shiba e seu filho Tasuna eram ambos fabricantes de selas. A posição era hereditária, e a ornamentação comum para as selas na época os familiarizava eles e Tori com fundição de metal, trabalho com laca e entalhe em madeira. Registros indicam que em 588 Tasuna pode ter se tornado um monge budista e esculpido uma estátua de Buda de madeira.
A primeira obra conhecida de Tori Busshi é uma imagem de Sidarta Gautama em bronze, em Asuka-dera, Asuka, Prefeitura de Nara, que ele terminou em 606. A obra causou uma impressão favorável à imperatriz Suiko e ela concedeu terras a Tori e uma classificação equivalente às de alguém da quinta série mais tarde (従五位).
A imagem de Yakushi Nyorai (Buda da cura) em Wakakusa-dera é frequentemente atribuída a Tori Busshi. A obra foi realizada em 607, a pedido do imperador Yōmei e do príncipe Shōtoku pela recém-criada Wakakusadera. A atribuição da obra a Tori vem de uma inscrição na parte de trás da auréola do Buda. No entanto, essa inscrição provavelmente foi feita depois de 607, o que leva muitos estudiosos a especularem que a obra existente é uma cópia de um original que pode ter sido perdido em um incêndio no templo em 670. No entanto, historiadores de arte como Seiroku Noma sustentam que apenas Tori Busshi tinha a habilidade necessária para fazer a obra.
Os historiadores da arte regularmente nomeiam a Tríade Shakyamuni de Horyu-ji como obra-prima de Tori. Uma inscrição na parte de trás da auréola afirma que a imperatriz Suiko (r. 593–629) e outros cortesãos encomendaram a obra após a morte de duas notáveis damas da corte em 621 e a doença de Shōtoku, e seu consorte no ano seguinte. A obra pretendia ajudar a acelerar sua recuperação ou facilitar seu renascimento no paraíso. O príncipe e seu consorte morreram em 622 e o ateliê de Tori terminou a estátua no ano seguinte.
A figura de Kuan Yin do Yumedono em Horyu-ji também é do estilo de Tori Busshi, embora não se saiba se o seu estúdio criou a estátua.

## Estilo escultural
As obras de Tori exemplificam a arte budista japonesa durante o período de Asuka. Seu estilo, em última análise, deriva da Dinastia Uei do Norte do final do século IV ao VI. Esse estilo era destinado em esculpir rochas em cavernas e, apesar de Tori e seus assistentes esculpirem em argila para fundição de bronze, suas obras refletem o design orientado para a frente chinês e o nivelamento da superfície. Seu estilo era fortemente influenciado pelo estatuário da dinastia Uei do Norte chinesa. O que distingue as obras de Tori é que ele transmite paz e suavidade, apesar de uma aderência rígida às poses de ações e às características geométricas.
As figuras de Buda de Tori sentam-se com uma postura ereta e pernas cruzadas, suas roupas caindo pelo corpo em dobras regulares e bem definidas. As formas geométricas subjacentes às esculturas aparecem em suas silhuetas triangulares e dão a elas uma aparência de tranquilidade e firmeza. A mão direita de cada Buda é levantada com a palma da mão na direção do espectador, no estilo semui-in (sânscrito: abhayamudra), transmitindo o poder do Buda para ajudar os outros. A mão esquerda repousa sobre a perna esquerda, palma para cima, no estilo seganin (sânscrito: varadamudra); isso indica a capacidade de levar o espectador ao longo do caminho para acabar com todo sofrimento. A cabeça de cada Buda é alongada, com cachos de cabelos no topo conhecidos como shōgō (sânscrito: lakshana) que indicam a natureza perfeita do Buda. Seus rostos são compostos de planos suaves, perfurados apenas por narinas, olhos e sobrancelhas semelhantes a fendas.
A Tríade Shakyamuni em particular é um exemplo do estilo baseado na dinastia Wei. A escultura apresenta uma figura de Buda semelhante à da estátua anterior, sentada em um estrado retangular. As vestes deste Buda fluem pela frente da plataforma e traem o peso da figura. Uma série de elementos animados contrasta com o Buda sereno e regular. Sua cabeça é cercada por um halo flamejante, no qual estão sentados os Sete Budas do Passado (encarnações anteriores do estado de Buda que precede Shaka). Uma joia de chamas em uma flor de lótus invertida, representando a sabedoria do Buda, aparece acima da cabeça do Shaka, e sua videira folheada circunda a cabeça do Buda.